# Африканська котяча акула
Африканська котяча акула (Holohalaelurus) — рід акул родини Котячі акули. Має 5 видів. Інші назви «котяча акула-ізака», «усміхнена котяча акула».

## Опис
Загальна довжина представників цього роду коливається від 26 до 69 см. Голова широка, дещо сплощена. Морда округла. Очі помірного розміру, овальні, горизонтальної форми з мигальною перетинкою. Зіниці щілиноподібні. Очі розташовані високо на голові. За ними є невеличкі бризкальця. Ніздрі розташовані відносно широко, мають трикутні носові клапани. У більшості видів відсутні губні борозни, у видів, в яких ці борозни присутні, - майже не виражені. В зв'язку з цим акули мають своєрідний «вираз» морди, якому надає особливість рот без губних борозн. Тому їх називають також усміхненими котячими акулами. Рот широкий. Зуби дрібні, з багатьма верхівками зазвичай, з яких вирізняється висока верхівка-ікло. У них 5 пар коротких зябрових щілин, що мають незначний вигин у бік голови. Тулуб у передній частини потовщений. Грудні плавці великі та широкі. Мають 2 спинних плавці, з яких у переважного числа видів задній більший за передній. Черевні плавці маленькі. Анальний плавець широкий та низький. Хвіст тонкий. Хвостовий плавець вузький та короткий.
Забарвлення сірувате або коричнювате з численними плямочками, лініями та цяточками, що надають цим акулам вигляд ягуарів чи леопардів.

## Спосіб життя
Тримаються на значній глибині: від 200 м та глибше. У випадку небезпеки здатні ховати голову під хвіст, утворюючи щось на кшталт кільця. Доволі активні акули. Більшу частину часу проводять у пошуках здобичі. Живляться ракоподібними, головоногими молюсками, личинками, морськими червами.
Це яйцекладні акули. Самиця зазвичай відкладає 2 яйця.

## Розповсюдження
Мешкають на заході Індійського океану — від ПАР до Кенії.

## Види
- Holohalaelurus favus  Human, 2006
- Holohalaelurus grennian  Human, 2006
- Holohalaelurus melanostigma  (Norman, 1939)
- Holohalaelurus punctatus  (Gilchrist, 1914)
- Holohalaelurus regani  (Gilchrist, 1922)